# Lakkondahalli, Hosakote
Lakkondahalli là một làng thuộc tehsil Hosakote, huyện Bangalore Rural, bang Karnataka, Ấn Độ.